# Иоганн II (пфальцграф Зиммерна)
Иоганн II (21 марта 1492, Зиммерн — 18 мая 1557, Зиммерн) — пфальцграф Зиммерна в 1509—1557 годах.

## Жизнь
Иоганн II родился в Зиммерне в 1492 году и был старшим выжившим сыном Иоганна I, пфальцграфа Зиммерна. В 1508 году он женился на Беатрисе Баденской (22 января 1492 — 4 апреля 1535), дочери маркграфа Кристофа I. Дети:
1. Екатерина (27 марта 1510 — 22 марта 1572), аббатиса в Кюмбдхене
2. Иоганна (1 июля 1512 — 2 февраля 1581), аббатиса в Боппарде
3. Оттилия (4 ноября 1513 — 6 сентября 1553), монахиня в Боппарда
4. Фридрих III (14 февраля 1515 — 26 октября 1576), пфальцграф Зиммерна и курфюрст Пфальца[2]
5. Бригитта (18 августа 1516 — 13 апреля 1562), аббатиса в Нойбурге-ан-дер-Донау
6. Георг[англ.] (20 февраля 1518 — 17 мая 1569), пфальцграф Зиммерн-Шпонгейма
7. Елизавета (13 февраля 1520 — 18 февраля 1564), жена (с 1535) Георга II Лаутербахского
8. Рихард (25 июля 1521 — 13 января 1598), пфальцграф Зиммерн-Шпонгейма
9. Мария (29 апреля 1524 — 29 мая 1576), монахиня в Боппарда
10. Вильгельм (24 июля 1526 — 9 марта 1527), умер в детстве
11. Сабина[англ.] (13 июня 1528 — 19 июня 1578), жена (с 1544) графа Ламораля Эгмонта
12. Елена[англ.] (13 июня 1532 — 5 февраля 1579), жена (с 1551) графа Филиппа III Ганау-Мюнценбергского

В 1509 году он наследовал отцу и стал пфальцграфом Зиммерна. Иоганн II разрешил основать печатный дом в своей столице и был покровителем скульптуры. Он ввёл Реформацию в Зиммерне, что привело к ухудшению отношений с соседями: архиепископством Трира и Майнца.